# Corps Marchia Breslau

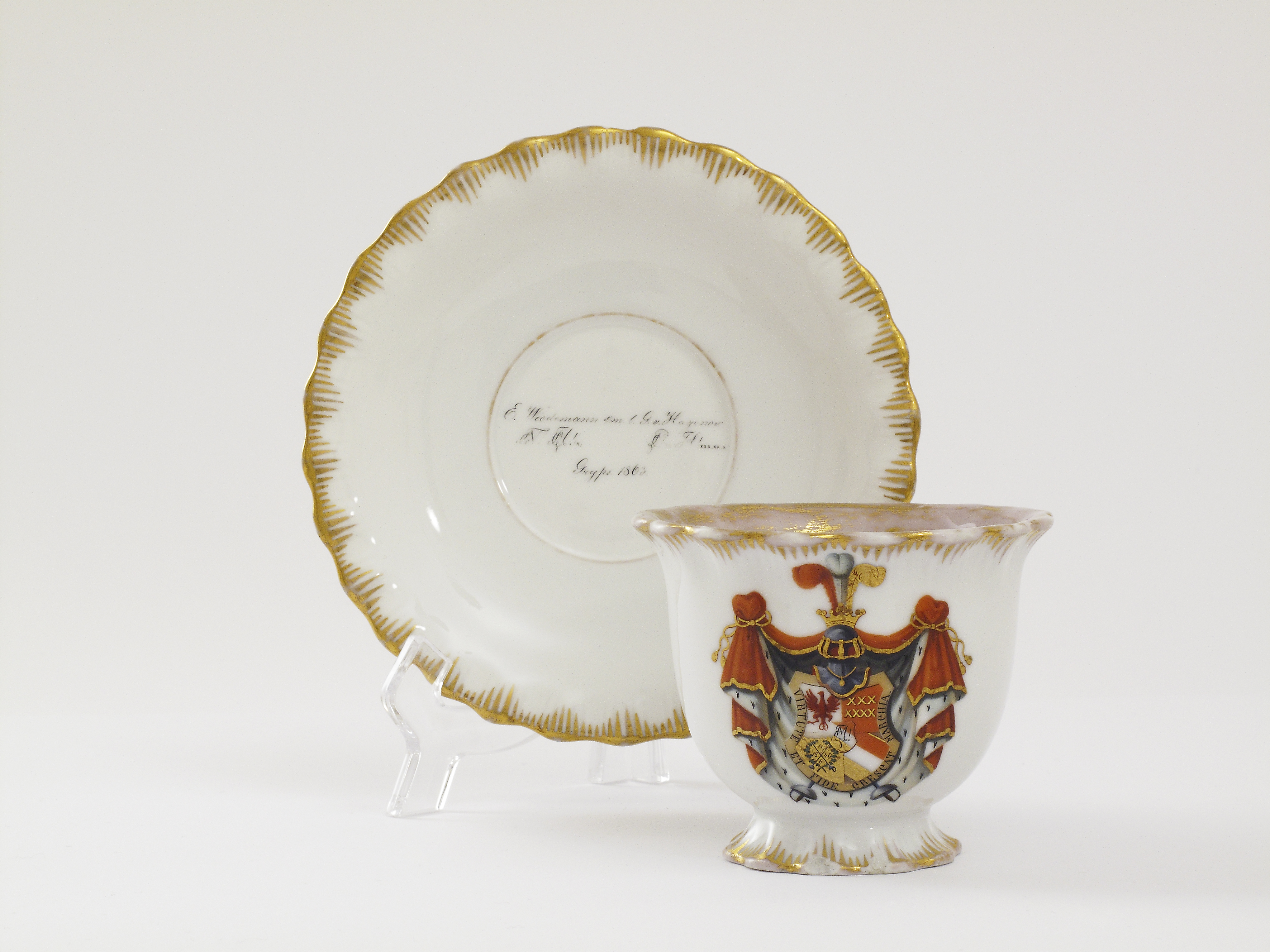
Märkertasse

Das Corps Marchia Breslau war im 19. Jahrhundert eine Studentenverbindung an der Schlesischen Friedrich-Wilhelms-Universität.

## Geschichte
Nach dem Frieden von Tilsit hatte Preußen 1811 die Brandenburgische Universität Frankfurt von Frankfurt (Oder) nach Breslau verlegt. Das im selben Jahr gegründete Corps Marchia I mit den Farben orange–weiß lebte nur vier Jahre. 
Hintergrund der Gründung von Marchia II war die Spaltung des Senioren-Convents zu Breslau am 1. März 1849. Silesia hatte gegen Borussia und Lusatia einen Gegen-SC gebildet und eine Landsmannschaft Ghibellinia aufgenommen, die sich am 11. Juni 1849 als Corps Marchia konstituierte. Ende Februar 1850 wechselte Borussia, wenig später auch Lusatia die Seite, so dass der wiedervereinigte SC schon 1850 dem KSCV beitreten konnte.
Die Farben waren wie bei den Märkercorps in Berlin und Halle orange–weiß–gold (von unten gezählt). Die Fuchsfarben waren orange–weiß–orange. Die Studentenmütze und der im Sommer getragene Stürmer waren orange. Der Wahlspruch war Virtute et fide crescat Marchia! Im Studentenwappen erinnerten der Märkische Adler an das brandenburgische Frankfurt, die sieben Andreaskreuze wohl an die sieben Stifter des Corps.
Das „angesehene Corps“ (Geschichte der Lusatia) musste aus Nachwuchsmangel nach nur elf Jahren, am 4. November 1860, suspendieren. Zwei Rekonstitutionsversuche scheiterten: im November 1861 mit Silesia, als Lusatia Breslau suspendiert hatte und ein drittes Corps fehlte, und im Dezember 1864 mit der neuen Marcomannia.
Nach den Kösener Korps-Listen 1910 hatte Marchia Breslau 99 Mitglieder. Die meisten waren Juristen, viele im hohen Staatsdienst. Der wahrscheinlich erst 1888 gegründete Altherrenverband der Marchia war Mitglied des Verbandes Alter Corpsstudenten. Der letzte Breslauer Märker war der Geh. Justizrat Julius Meyer Nassoviae, Rechtsanwalt und Notar in Münster.
Marchia buhlte mit Silesia um die Gunst des weißen Kreises. Dass der „richtige“ Nachwuchs ausblieb und das Corps suspendieren musste, lag wohl vor allem an der preußischen Heeresvermehrung. Die Parallelen zum Schicksal der Silber-Litthauer und der Hallenser Märker sind augenfällig.

## Breslauer Märker

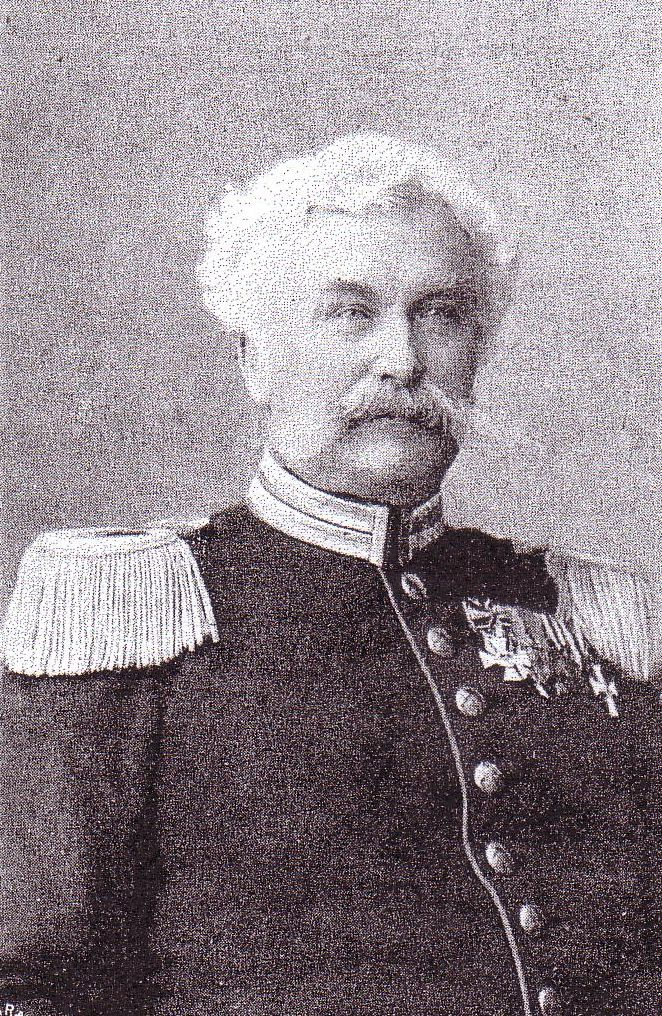
Karl Liebisch

- Maximilian von Frank (1831–1894), Landrat des Kreises Celle
- Eduard von Pfeil-Burghauß (1833–1905), Majoratsherr
- Valerian Held (* um 1835; † vor 1910), Landrat des Landkreises Frankenstein in Schlesien
- Hans von Götz-Hünerbein (1832–1883), Rittergutsbesitzer, Landrat des Kreises Hoyerswerda
- Hugo Hoffmann (1838–1893), Landgerichtspräsident, MdHdA
- Oskar von Joeden-Koniecpolski († 1901), Rittergutsbesitzer, Landrat des Kreises Schlochau
- Hans Heinrich Landolt (1831–1910), Schweizer Chemiker
- Karl Liebisch (1834–1901), Korps-Auditeur
- Eduard Eusebius Maiß (* 1830), Landgerichtsrat, MdHdA
- Fritz Pauli (1832–1898), Mitglied des Reichstags des Norddeutschen Bundes
- Hugo Paur (1829–1879), Amtsgerichtsrat, MdHdA
- Eduard von Pfeil-Burghauß (1833–1905), Majoratsherr, MdHH
- Albrecht von Rehdiger (1832–1904), Majoratsherr, MdHdA
- Ferdinand Riefenstahl (1826–1870), Jurist, MdHdA
- Alfred von Rosenberg (1834–1906), Hofmeister, Kammerherr, Major z.D.
- Eugen von Steinmann (1839–1899), Landrat in Stuhm und Zell
- Ludwig Wachler (1835–1908), Kgl. Preuß. Generalstaatsanwalt
- Ludwig Frhr. v. Wäcker-Gotter (1833–1908), deutscher Gesandter in Mexiko, Lissabon und Belgrad

## Kartelle
- Marchia Berlin (1849)
- Nassovia (1856)
- Lusatia Leipzig (1856)
- Borussia Halle (1857)

## Mehrbändermänner
Gemeinsame Corpsbrüder mit anderen Corps waren drei Bonner Preußen, zwei Hallenser Preußen, ein Heidelberger Westfale, ein Bonner Hanseate, drei Leipziger Lausitzer, drei Berliner Märker, vier Nassauer, zwei Berliner Normannen, ein Bonner Pfälzer, ein Pommer, sieben Saxo-Borussen und sechs Schlesier (darunter vier Stifter).